# Santiago (Córdoba)
Santiago es un barrio perteneciente al distrito Centro de la ciudad de Córdoba (España). Está situado en el sureste del distrito, cerca de la ribera del Guadalquivir. Limita al norte con los barrios de Cerro de la Golondrina-Salesianos y La Magdalena; al oeste, con los barrios de San Pedro y San Francisco-Ribera; al sur, con el río; y al este con los barrios de Arcángel y La Fuensanta, ambos situados en el Distrito Sureste.

## Monumentos y lugares de interés
- Iglesia de Santiago
- Jardines de la Puerta de Baeza
- Palacio del Marqués de Benamejí
- Murallas de la Ajerquía
- Plaza de las brujas
- Casa de los Caballeros de Santiago ( S. XV) hoy colegio del mismo nombre. Patios y yeserías mudéjares.